# Хот-спот
Хот-спот (від англ. hot spot — «гаряча пляма», у вільному перекладі «жваве місце») — ділянка місцевості (наприклад, аеровокзал, готель, приміщення офісу, кафе, кампусу, станція метро), де за допомогою портативного пристрою (ноутбука або КПК), що працює по бездротовому протоколу радіодоступу Wi-Fi, можна дістати доступ до інтернету (рідше — до корпоративного інтранету). Так, багато кафе роблять безкоштовні хотспоти для залучення відвідувачів і як додатковий сервіс. У багатьох випадках в хотспотах надається комерційна послуга інтернет-доступу (з оплатою за часом або спожитого обсягу передачі даних).